# UNCIPOL
UNCIPOL je mješovita međunarodna organizacija punog naziva "United Nations Civil Police" ili u prijevodu UN-ova civilna policija koja je tijekom Domovinskog rata u Hrvatskoj na humanitarnoj osnovi sudjelovala s ostalim međunarodnim postrojbama (UNPROFOR, UNCRO, MOCK, UNHCR)u održavanju mira, traženju zarobljenih i nestalih osoba i posredovanju između zaraćenih strana.